# Begonia leathermaniae
Begonia leathermaniae là một loài thực vật có hoa trong họ Thu hải đường. Loài này được O'Reilly & Kareg. mô tả khoa học đầu tiên năm 1983.

## Hình ảnh

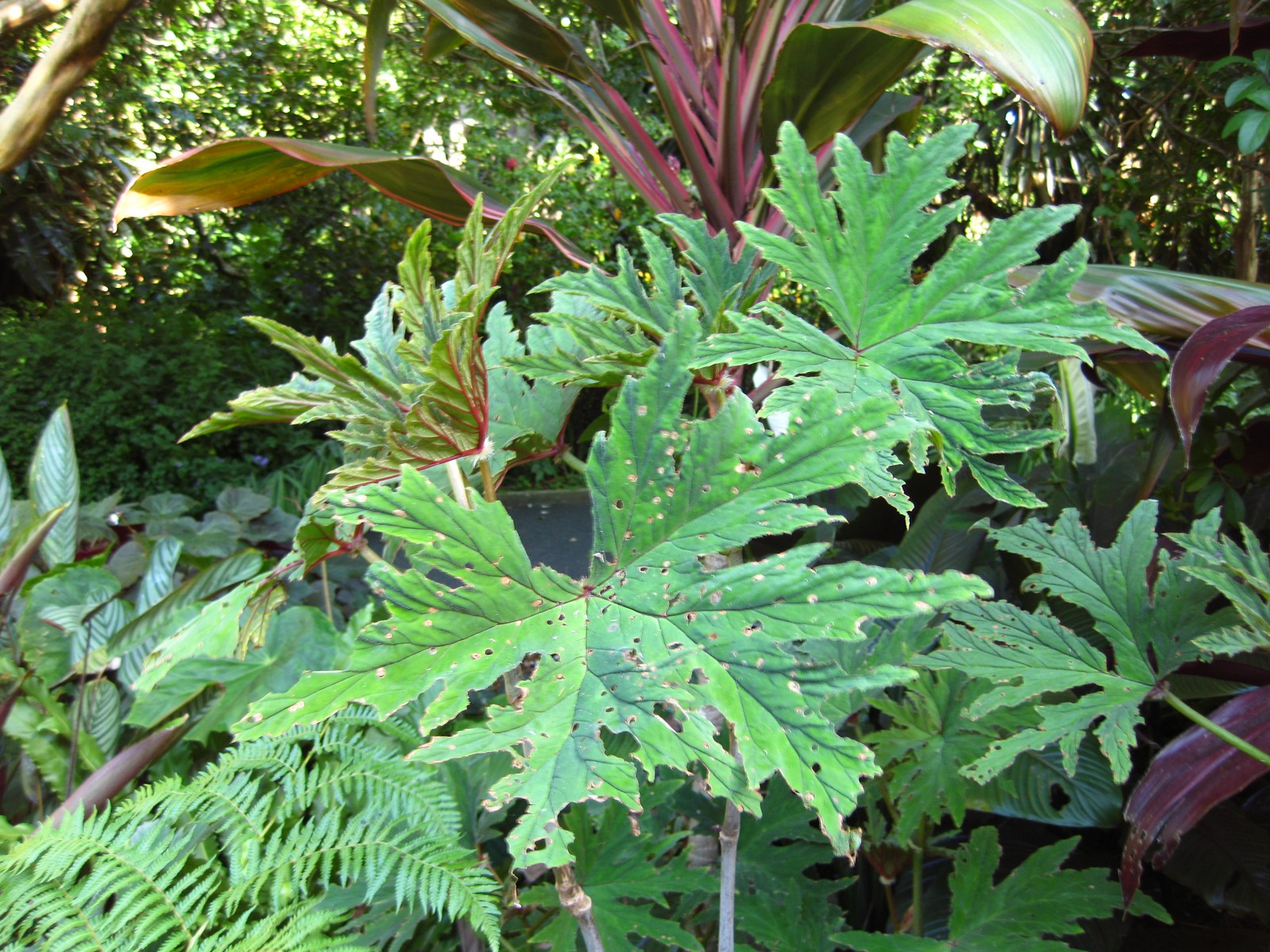
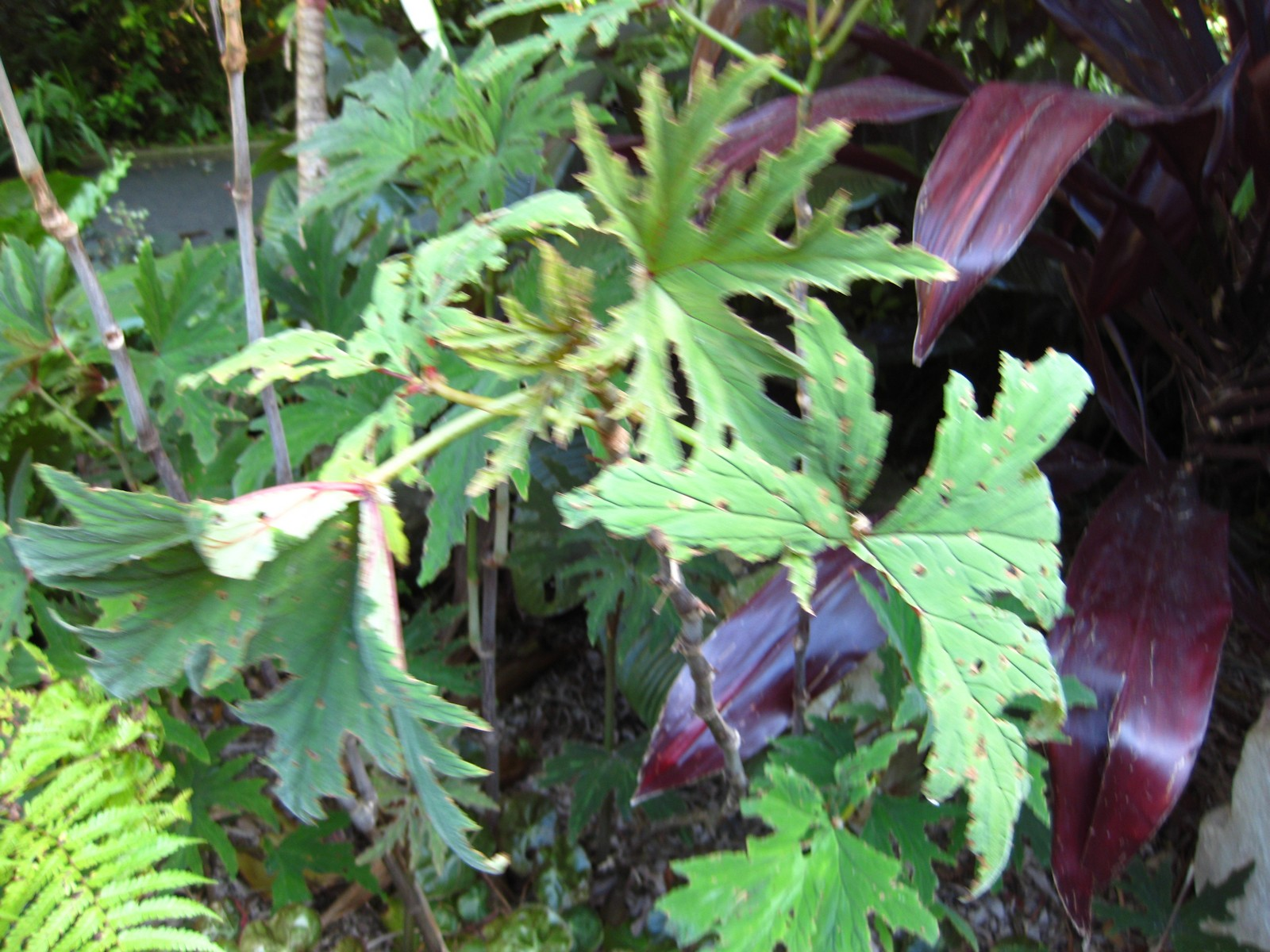
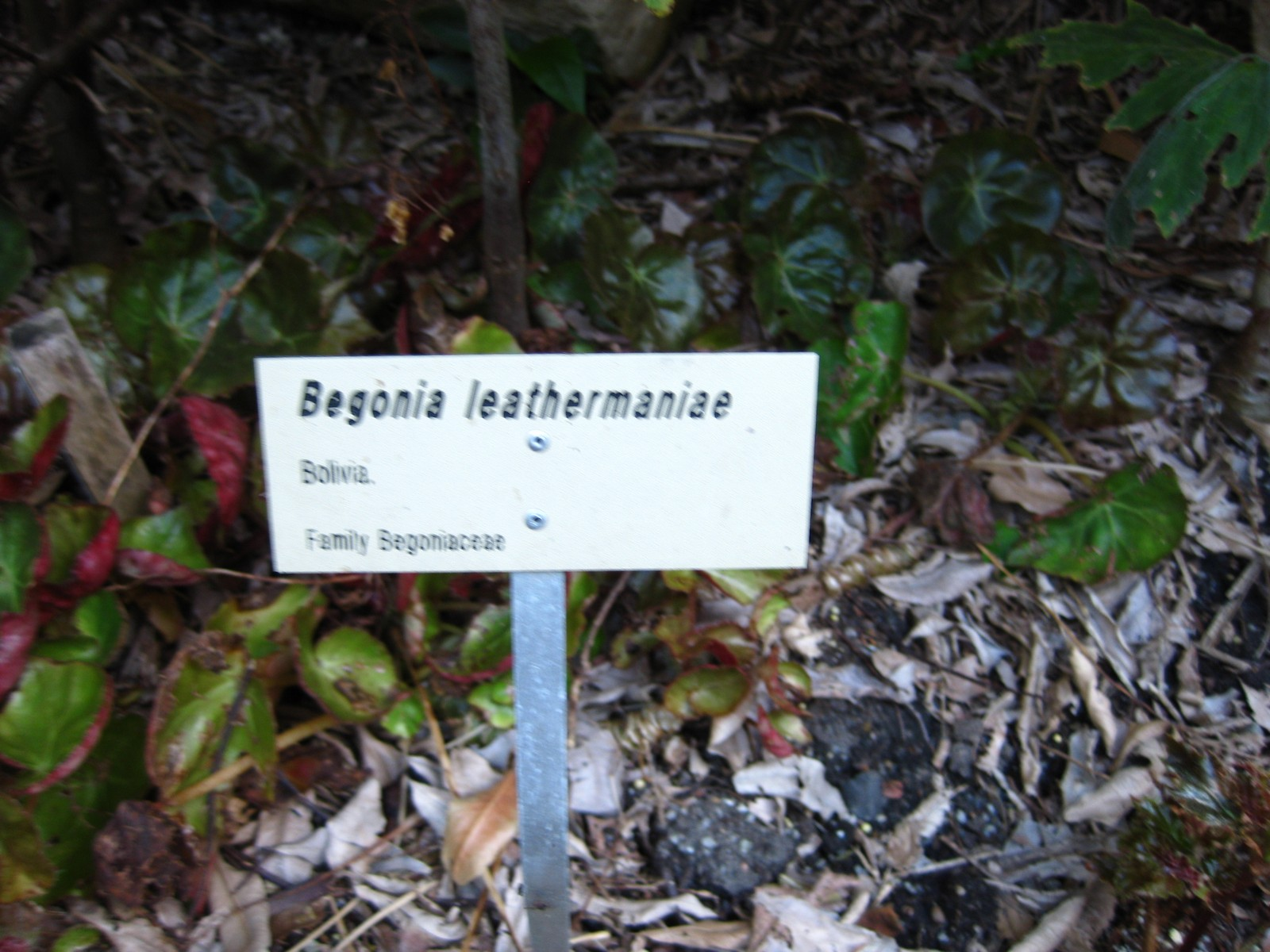